# Bitburg
Bitburg (parfois orthographié en français : Bitbourg, en luxembourgeois : Béibreg) est le chef-lieu de l'arrondissement Bitburg-Prüm en Rhénanie-Palatinat (Allemagne), à 30 km au nord de Trèves dans la partie sud de l'Eifel. La ville était célèbre pour sa base aérienne de l'USAF, fermée le 1er octobre 1994. Le parler traditionnel est une variante locale du luxembourgeois.

## Géographie

### Situation géographique
La ville se situe à environ 30 kilomètres au nord de Trèves, dans la région appelée Bitburger Gutland, dans le sud du massif de l'Eifel.

### Entités
- Bitburg-Erdorf
- Bitburg-Irsch
- Bitburg-Masholder
- Bitburg-Matzen
- Bitburg-Mötsch
- Bitburg-Stahl avec Steinebrück, Hungerburg, Stadtmühle, Christiansmühle
- Albach
- Pützhöhe
- Bitburg-Flugplatz

## Histoire
| Appartenances historiques Comté de Luxembourg 950-1443 Duché de Luxembourg 1353-1443 Pays-Bas bourguignons 1443-1482 Pays-Bas des Habsbourg 1482-1556 Pays-Bas espagnols 1556-1713 Pays-Bas autrichiens 1713-1797 République cisrhénane (Forêts) 1797-1802 République française (Forêts) 1802-1804 Empire français (Forêts) 1804-1813 Royaume de Prusse (Grand-duché du Bas-Rhin) 1815-1822 Royaume de Prusse (Province de Rhénanie) 1822-1918 Empire allemand 1871-1918 République de Weimar 1918-1933 Reich allemand 1933-1945 Allemagne occupée 1945-1949 Allemagne de l'Ouest 1949–1990 Allemagne 1990-présent |

### L'époque romaine
Bitburg a été fondée il y a environ 2000 ans comme point de passage sur la route reliant Lyon à Cologne par Metz et Trèves. Son premier nom était Vicus Beda. La bourgade a été agrandie vers 330, au temps de l'Empereur Constantin, à un Castellum, encore présent dans le centre de la ville actuelle. On trouve la plus ancienne évocation certifiée de l'endroit Beda sur la Table de Peutinger au IVe siècle. D'abord dénigrée, Bitburg reçoit le titre de castrum bedense à la fin de l'occupation romaine, aux alentours de 715. Depuis 1262, Bitburg jouit du statut et des droits d'une ville.

### Du duché de Luxembourg au royaume de Prusse
Au milieu du Xe siècle, la ville a été acquise par le comté de Luxembourg (devenu duché en 1354); puis, en 1443, la ville est passée avec l'ensemble du duché de Luxembourg à Philippe le Bon, quatrième duc de Bourgogne de la maison de Valois, à la suite d'un accord négocié entre Philippe le Bon et Élisabeth de Goerlitz, duchesse engagiste (accord signé à Hesdin). Depuis 1506 la ville a successivement appartenu par héritage  aux Pays-Bas espagnols, puis, à la suite du règlement de la Succession d'Espagne, aux Pays-Bas autrichiens à partir de 1714. La ville tomba aux mains des révolutionnaires français en 1794 et devint en 1798 le chef-lieu d'un canton du département des Forêts créé sur les deux tiers de l'ancien duché de Luxembourg. La situation de la ville s'améliora, et l'administration fut étoffée : la ville bénéficia d'un tribunal et d'un registre du cadastre. Suivant les accords du Congrès de Vienne, la ville fut attribuée en 1815 au Royaume de Prusse, où elle fut successivement ville-arrondissement du grand-duché du Bas-Rhin, puis de la province de Rhénanie prussienne.

### De la fin de la guerre 40–45 à nos jours
Le 24 décembre 1944, vers la fin de la Seconde Guerre mondiale, Bitburg fut dévastée à 85 % de sa surface par des bombardements et déclarée « ville morte » par les Américains. Bien que située dans la zone d'occupation française, les forces qui stationnaient dans la ville après la guerre étaient constituées de troupes luxembourgeoises, remplacées en 1955 par des Forces françaises stationnés en Allemagne. En 1965 s'ajouta une base de soutien de l'OTAN sous contrôle américain. À la fin des années 1980, les Français retirèrent leurs derniers hommes et l'OTAN prit la direction des anciennes casernes françaises. Après la guerre du Golfe s'installèrent successivement la 525e Tactical Fighter Squadron (TFS) « Bulldogs », la 53e TFS « Tigers » (par après déplacée sur Spangdahlem), la 22e TFS « Stingers » et finalement en 1994 l'aéroport de Bitburg fut occupé par la 36e TFW. Actuellement, seules quelques parties des casernes de Bitburg sont encore régies par l'OTAN. Au 31 décembre 2005 habitaient encore 3 210 soldats américains à Bitburg, aussi bien affectés aux casernes que vivant simplement dans la région. L'aérodrome a été rendu à la ville et transformé en un zoning industriel par celle-ci.
Bitburg fut pour quelques jours dans la lumière des médias en 1985, lorsque le président américain Ronald Reagan et le chancelier allemand Helmut Kohl visitèrent ensemble le cimetière militaire de « Kolmeshöhe ». Aux côtés des G.I. américains et de civils allemands sont aussi enterrés des membres de la Waffen-SS. La situation donna naissance à la controverse de Bitburg.

## Culture

### Fêtes et folklore
La villa fêta en 1965 son 1250e anniversaire au son des musiques populaires, accueillant des groupes de majorettes, des fanfares, etc. À la suite du succès de celui-ci est organisé chaque année un festival européen du folklore. Ce qui était au commencement appelé Rassemblement des pays européens limitrophes a été renommé au début des années 1990 en Festival du folklore européen, auquel participent aussi des groupes et organisations extra-européennes. Aujourd'hui, le festival compte parmi les plus importants d'Allemagne et réunit chaque année environ 50 groupes venus de plus de 15 pays différents lors du deuxième week-end de juillet.
Le marché de Beda (Beda-Markt) est organisé chaque troisième week-end de mars depuis 1967.

### Musées
Dans les bâtiments de l'ancienne école d'agriculture de 1882 se trouve aujourd'hui le musée de la région Bitburg-Prüm. Ce dernier propose, à travers de nombreux objets, une bonne rétrospective sur les 2 000 ans d'histoire de Bitburg et de l'Eifel. À l'occasion d'expositions temporaires sont aussi exposées des œuvres d'art contemporaines.

## Économie et infrastructures

### Économie
L'entreprise la plus connue et porte-drapeau de la ville à l'étranger est la brasserie Bitburger. Vers 1995, l'ancienne base aérienne de l'OTAN a été remplacée et renommée « Gewerbepark Flugplatz Bitburg » (« Zone industrielle de l'aérodrome de Bitburg » en français), une zone industrielle d'environ 500 hectares où 180 entreprises ont installé leurs locaux.
Bitburg se situe en plein centre du Landkreis Bitburg-Prüm. Cette position centrale a depuis longtemps permis la naissance d'un commerce et de services variés.

### Transports
La B51 est un important axe de liaison entre le nord et le sud. Comme la route romaine entre Trèves et Cologne, elle joint la région de Trèves et de Luxembourg avec le nord. Depuis quelques années, l'A 60 Liège-Wittlich passe à proximité de la ville. La situation de la ville en périphérie (du point de vue allemand) est compensée par sa situation centrale au niveau européen.
La gare de Bitburg-Erdorf est fréquentée par le Eifelbahn de la ligne Gerolstein-Trèves et par le Eifel-Mosel-Express (RE 12) de la ligne Cologne–Euskirchen–Gerolstein–Trèves. Le DB Regio Südwest Eifel-Mosel-Express passe aussi par Bitburg-Erdorf.
À la gare passe aussi la ligne Nims-Sauertalbahn vers le centre-ville, qui au début reliait Irrel et Igel. La voie a été scindée en plusieurs sections, puis désaffectée et en grande partie transformée en piste cyclable. Aucun trafic régulier n'a cours sur le parcours restant (environ six kilomètres).

## Religion
- Paroisse catholique : Saint-Pierre, Liebfrauen
- Église évangélique de Bitburg
- Communauté baptiste internationale
- Église néo-apostolique

## Jumelages
La ville de Bitburg est jumelée avec:
- Shelbyville (Kentucky) (États-Unis) depuis 1962
- Diekirch (Luxembourg) depuis 1962
- Arlon (Belgique) depuis 1965
- Rethel (France) depuis 1965
- Bad Köstritz (Allemagne) depuis 1992

## Personnalités
- La famille Schrod, dont descendait Karl-Ernst Schrod, évêque auxiliaire de Trèves de 1894 à 1914, était une famille de Bitburg. La ruelle Schrodengasse est une référence à cette famille[2].
- Hermine Albers (née le 21 juillet 1894 à Bitburg, † 24 avril 1955), fondatrice de la communauté de travail pour l'aide et le soutien aux jeunes et coéditrice du magazine Unsere Jugend.
- Charlemagne (2 avril 742 – 28 janvier 814) est réputé né à Prüm[réf. nécessaire] dans la périphérie immédiate de Bitburg. Sa langue natale était un francique rhénan médiéval.
- Jean-Marc Barr, réalisateur et acteur.
- Scott Elrod, acteur américain né à Bitburg
- Jacqueline Rabun, (née le 8 novembre 1961) créatrice de bijoux américaine né à Bitburg.